# Prosopocera lemoulti
Prosopocera lemoulti là một loài bọ cánh cứng trong họ Cerambycidae.